# Philippe Girard (acteur)
Pour les articles homonymes, voir Philippe Girard et Girard.
Philippe Girard, né le 12 décembre 1958 à Évreux, est un acteur français, formé à l'École du Théâtre national de Chaillot (1983-1986), dans la classe d'Antoine Vitez.

## Biographie
Fidèle compagnon de route d’Olivier Py, il offre au dramaturge la possibilité d’un théâtre de l’excès où le « poète de la Joie » peut donner libre cours à son lyrisme : « Pour moi Philippe c’était l’acteur tragique, mais justement pas dans le pathos, l’acteur tragique par la puissance de la parole : c’est un immense acteur lyrique. Philippe c’était déjà, il y dix ou quinze ans, une sorte de patrimoine national, c’est-à-dire que le français qu’il avait, le sens de la rhétorique, le sens du verbe, le sens du discours, le sens de la profération,… c’est un acteur qui DIT, comme on ne dit plus. »
Il a animé des stages de pratique théâtrale organisés par le Centre dramatique national Orléans-Loiret-Centre, autour de Le Retour au désert de Bernard-Marie Koltès ainsi qu'un cours d'interprétation pour le groupe XXXIV de l'École supérieure d'art dramatique de Strasbourg.
De 2001 à 2005 il fait partie de la troupe permanente du Théâtre national de Strasbourg où il joue dans Prométhée enchaîné d'Eschyle, L'Exaltation du labyrinthe d'Olivier Py et La Mouette de Tchékhov, La Famille Schroffenstein, Le Misanthrope de Molière, Brand d'Ibsen, sous la direction de Stéphane Braunschweig, Maison d'arrêt d'Edward Bond, mise en scène Ludovic Lagarde et Le Festin de pierre de Molière, mise en scène Giorgio Barberio Corsetti.

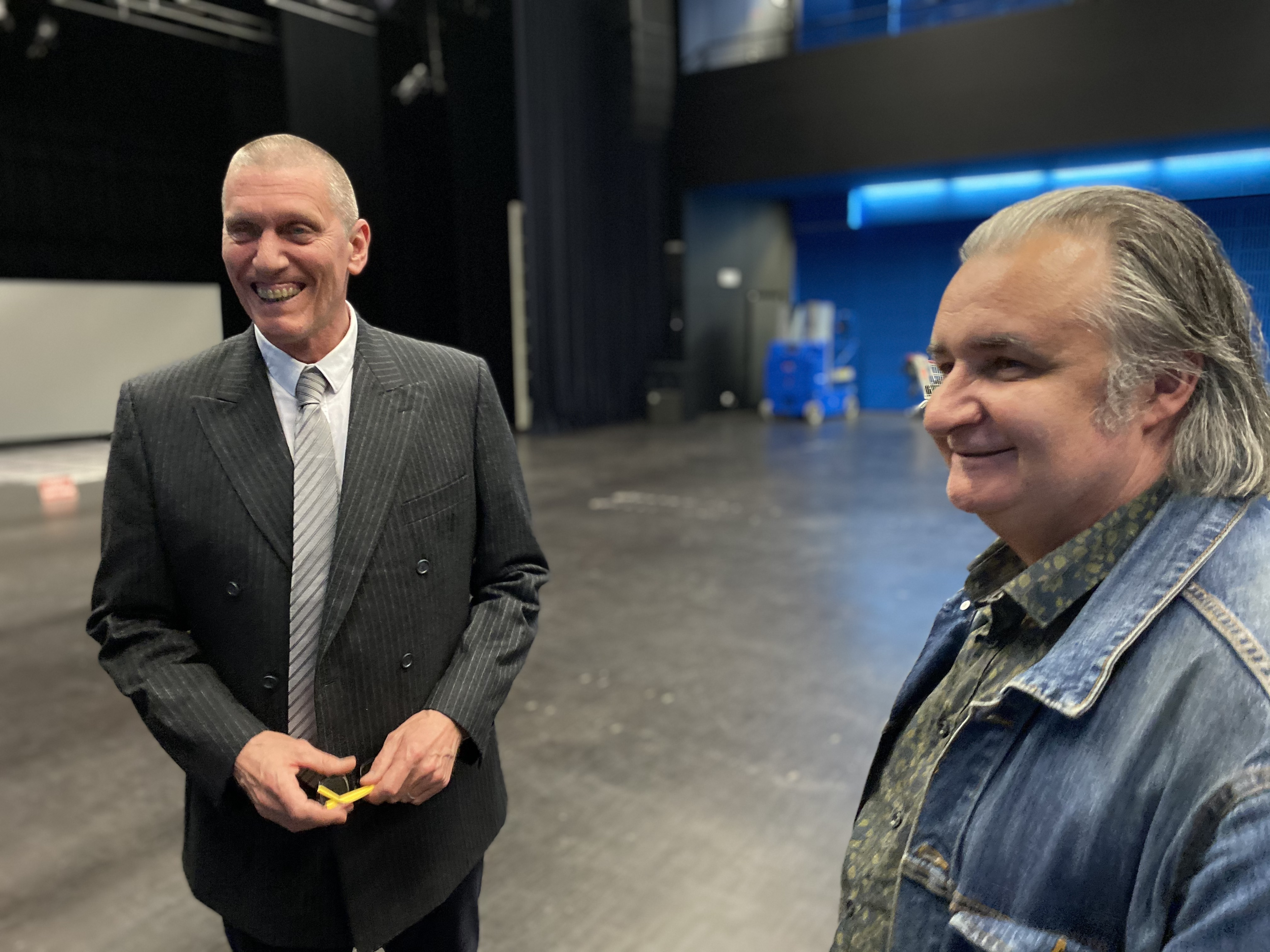
Philippe Girard et John Arnold en 2021 à Strasbourg

## Théâtre
- 1979 : Les Crayonnés au théâtre d'après Mallarmé, mise en scène Philippe Girard, Théâtre d'Évreux
- 1980 : La Naissance du personnage d'après Le Corps en dessous d'Alain Veinstein, mise en scène Jacques Falguières, Théâtre d'Évreux
- 1980 : Hernani de Victor Hugo, mise en scène Antonio Díaz-Florián, Théâtre de l'Epée de Bois
- 1982 : Fuente Ovejuna de Lope de Vega, mise en scène Antonio Díaz-Florián, Théâtre de l'Epée de Bois
- 1983 : Don Juan (marionnettes), mise en scène Philippe Girard, Théâtre d'Évreux, Biennale de Cergy-Pontoise
- 1983 : Le mot rideau ne tombe jamais d'Yves-Robert Viala, mise en scène Jacques Falguières, Théâtre d'Évreux
- 1984 : La Prisonnière océan de Philippe Girard, mise en scène Philippe Girard, Théâtre d'Évreux
- 1984 : Zoo Story d'Edward Albee, mise en scène H. Barrel, ARC de Clichy, Théâtre MosaÏque de Narbonne
- 1985 : Hernani de Victor Hugo, mise en scène Antoine Vitez, Théâtre national de Chaillot
- 1985 : Lucrèce Borgia de Victor Hugo, mise en scène Antoine Vitez, Festival d'Avignon, Théâtre national de Chaillot, Opéra Comédie
- 1986 : Comme tu sais de A. Grimm, mise en scène de l'auteur, Théâtre d'Évreux
- 1986 : La Métaphysique du veau à deux têtes de Witkiewicz, mise en scène Alain Ollivier, Festival d'automne à Paris
- 1987 : Le Soulier de satin de Paul Claudel, mise en scène Antoine Vitez, Festival d'Avignon, Théâtre national de Chaillot
- 1988 : Les Apprentis Sorciers de Lars Kleberg (sv), mise en scène Antoine Vitez, Festival d'Avignon
- 1989 : Un bon patriote ? de John Osborne, mise en scène Jean-Paul Lucet, Théâtre national de l'Odéon
- 1989 : Torquato Tasso de Goethe, mise en scène Bruno Bayen, Théâtre national de l'Odéon
- 1989 : À propos de neige fondue d'après Dostoïevski, mise en scène Alain Ollivier, Théâtre de Gennevilliers
- 1989 : Turcaret de Alain-René Lesage, mise en scène Pierre Barrat, Comédie de l'Est
- 1990 : Le Livre de Christophe Colomb de Paul Claudel, mise en scène Pierre Barrat, Théâtre des Treize Vents
- 1991 : Richard II de William Shakespeare, mise en scène Éric Sadin, Théâtre de l'Athénée-Louis-Jouvet
- 1992 : La Famille Schroffenstein de Heinrich von Kleist, mise en scène Éloi Recoing, Théâtre des Treize Vents

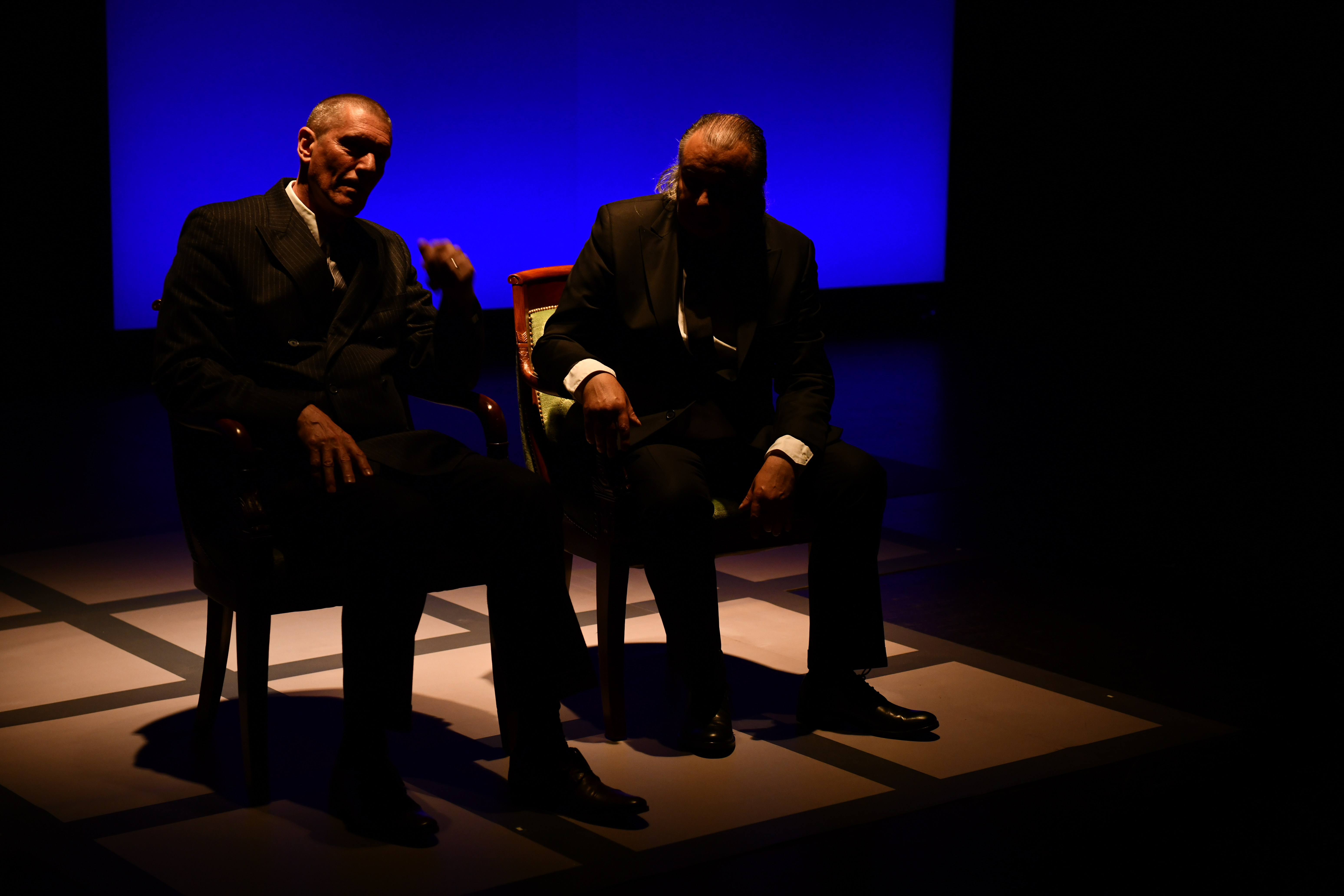
Philippe Girard & John Arnold dans "Le Crépuscule"

- 1992 : Les Aventures de Paco Goliard d'Olivier Py, mise en scène de l'auteur, Théâtre des Halles—Festival d'Avignon, Théâtre de la Bastille
- 1993 : Partage de midi de Paul Claudel, mise en scène Alain Ollivier, Studio-Théâtre de Vitry, tournée
- 1993 : La Lève de Jean Audureau, mise en scène Pierre Vial, Théâtre de la Commune
- 1994 : Le Mariage de Nicolas Gogol, mise en scène Félix Prader, Nouveau théâtre d'Angers
- 1995 : La Servante (Histoire sans fin) d'Olivier Py, mise en scène de l'auteur, cycle de 5 pièces et 5 dramaticules d'une durée totale de 24 heures, présenté en intégrale au Festival d'Avignon 1995 et repris à la Manufacture des Œillets à Ivry en 1996
- 1995 : Franziska de Frank Wedekind, mise en scène Stéphane Braunschweig, Centre national de création d'Orléans
- 1996 : Franziska de Frank Wedekind, mise en scène Stéphane Braunschweig, Théâtre national de Belgique
- 1996 : Peer Gynt d'Henrik Ibsen, mise en scène Stéphane Braunschweig, Festival d'automne à Paris Théâtre de Gennevilliers
- 1997 : Le Visage d'Orphée d'Olivier Py, mise en scène de l'auteur, créé au CDN d'Orléans puis présenté au Festival d'Avignon
- 1998 : Le Visage d'Orphée d'Olivier Py, mise en scène de l'auteur, Théâtre de Nice, Théâtre de l'Athénée-Louis-Jouvet
- 1998 : Idylle à Oklahoma de Claude Duparfait d’après Amerika de Franz Kafka, mise en scène de l'auteur, CADO Orléans, Théâtre de Gennevilliers
- 1999 : Thyeste de Sénèque, mise en scène Sylvain Maurice, Théâtre de Gennevilliers
- 1999 : Pour un oui pour un non de Nathalie Sarraute, mise en scène Benoît Lambert
- 2000 : Un Roi de Giorgio Manganelli, mise en scène Jacques Falguières, Théâtre d'Évreux
- 2000 : L’Apocalypse joyeuse d'Olivier Py, mise en scène de l'auteur, CADO Orléans, Festival d'Avignon
- 2001 : L’Apocalypse joyeuse d'Olivier Py, mise en scène de l'auteur, Théâtre Nanterre-Amandiers
- 2001 : Prométhée enchaîné d'Eschyle, mise en scène Stéphane Braunschweig, Théâtre national de Strasbourg
- 2001 : L'Exaltation du labyrinthe d'Olivier Py, mise en scène Stéphane Braunschweig, Théâtre national de Strasbourg, 2002 : Théâtre national de la Colline
- 2001 : Maison d'arrêt d'Edward Bond, mise en scène Ludovic Lagarde, Théâtre national de Strasbourg
- 2001 : La Mouette d'Anton Tchekhov, mise en scène Stéphane Braunschweig, Théâtre national de Strasbourg
- 2002 : La Mouette d'Anton Tchekhov, mise en scène Stéphane Braunschweig, Théâtre national de la Colline
- 2002 : Le Festin de pierre de Molière, mise en scène Giorgio Barberio Corsetti, Théâtre national de Strasbourg
- 2002 : La Famille Schroffenstein de Heinrich von Kleist, mise en scène Stéphane Braunschweig, Théâtre national de Strasbourg
- 2003 : Le Festin de pierre de Molière, mise en scène Giorgio Barberio Corsetti, Théâtre national de Strasbourg, Théâtre de Gennevilliers
- 2003 : Le Soulier de satin de Paul Claudel, mise en scène Olivier Py, Centre dramatique national Orléans, Théâtre national de Strasbourg, Théâtre de la Ville
- 2004 : Le Misanthrope de Molière, mise en scène Stéphane Braunschweig, Théâtre national de Strasbourg, Théâtre des Bouffes du Nord
- 2004 : Titanica de Sébastien Harrisson, mise en scène Claude Duparfait, Théâtre national de Strasbourg, 2005 : Théâtre de la Commune
- 2005 : Brand d'Henrik Ibsen, mise en scène Stéphane Braunschweig, Théâtre national de Strasbourg, Théâtre du Nord, Théâtre national de la Colline
- 2006 : Un chapeau de paille d'Italie d'Eugène Labiche, mise en scène Olivier Balazuc, Nouveau Théâtre de Montreuil
- 2006 : L'Énigme Vilar hommage à Jean Vilar, mise en scène Olivier Py, clôture du 60e Festival d'Avignon
- 2006 : Illusions comiques d'Olivier Py, mise en scène de l'auteur, CADO, Théâtre du Rond-Point, Comédie de Reims, Théâtre national de Strasbourg, Théâtre du Nord, Théâtre national de Bordeaux en Aquitaine, tournée
- 2007 : Un chapeau de paille d'Italie d'Eugène Labiche, mise en scène Olivier Balazuc, La Faïencerie, Comédie de Béthune
- 2007 : Illusions comiques d'Olivier Py, mise en scène de l'auteur, Odéon-Théâtre de l'Europe, TNP Villeurbanne, Théâtre du Gymnase, tournée
- 2007 : Le Cid de Corneille, mise en scène Alain Ollivier, Théâtre Gérard Philipe
- 2007 : Faust Nocturne d'Olivier Py, mise en scène de l'auteur, CADO
- 2008 : L'Orestie d'Eschyle, mise en scène Olivier Py, Odéon-Théâtre de l'Europe
- 2009 : Illusions comiques d'Olivier Py, mise en scène de l'auteur, Comédie de Genève, tournée
- 2009 : Le Soulier de satin de Paul Claudel, mise en scène Olivier Py, Odéon-Théâtre de l'Europe
- 2009 : Les Enfants de Saturne d'Olivier Py, mise en scène de l'auteur, Odéon-Théâtre de l'Europe Ateliers Berthier
- 2009 : Une maison de poupée d'Henrik Ibsen, mise en scène Stéphane Braunschweig, Théâtre national de la Colline
- 2010 : Une maison de poupée d'Henrik Ibsen, mise en scène Stéphane Braunschweig, Théâtre national de Bretagne, Comédie de Reims
- 2010 : Les Suppliantes d'Eschyle, mise en scène Olivier Py, Odéon-Théâtre de l'Europe
- 2010 : Paix de Rob de Graaf, mise en espace Matthieu Roy, Odéon-Théâtre de l'Europe
- 2010 : Lulu de Frank Wedekind, mise en scène Stéphane Braunschweig, Théâtre national de la Colline
- 2011 : Lulu de Frank Wedekind, mise en scène Stéphane Braunschweig, MC2, Le Grand T, Théâtre national de Toulouse Midi-Pyrénées
- 2011 : Les Perses d'après Eschyle, mise en scène Olivier Py, Théâtre de Cavaillon
- 2011 : Trilogie Eschyle d'Eschyle, mise en scène Olivier Py, Odéon-Théâtre de l'Europe
- 2011 : Adagio [Mitterrand, le secret et la mort] d'Olivier Py, mise en scène de l'auteur, Odéon-Théâtre de l'Europe - François Mitterrand
- 2011 : Britannicus de Racine, mise en scène Michel Fau, Festival de Figeac
- 2011 : Roméo et Juliette de William Shakespeare, mise en scène Olivier Py, Odéon-Théâtre de l'Europe, Comédie de Saint-Étienne, Théâtre national de Strasbourg
- 2012 : Roméo et Juliette de William Shakespeare, mise en scène Olivier Py, TNP Villeurbanne, Maison de la Culture de Bourges, Comédie de Reims, Théâtre national de Nice, tournée
- 2012 : Six personnages en quête d'auteur de Pirandello, mise en scène  Stéphane Braunschweig. Festival d'Avignon, Théâtre national de la Colline
- 2013 : La Mélancolie des barbares de Koffi Kwahulé, mise en scène Sébastien Bournac,
- 2014 : Corps étrangers de Stéphanie Marchais, mise en scène de Thibaut Rossigneux. Théâtre de La Tempête. Cartoucherie.

- 2014 : Orlando ou l'impatience d'Olivier Py, mise en scène Olivier Py. Festival d'Avignon.
- 2015 :  Orlando ou l'impatience d'Olivier Py, mise en scène Olivier Py. Espace des Arts, TNP Villeurbanne, Théâtre de la Ville, Comédie de Genève, CDDB - Le Grand Théâtre de Lorient.T
- 2015 : Le Roi Lear de William Shakespeare, mise en scène Olivier Py. Festival d'Avignon, Les Gémeaux, La Criée, Théâtre des Célestins, Antipolis-Théâtre d'Antibes.
- 2017 : Le Crépuscule, adaptation de Les Chênes qu'on abat... d'André Malraux, mise en scène Lionel Courtot

## Filmographie

### Cinéma
- 1986 : Kamikaze de Didier Grousset
- 1990 : Cyrano de Bergerac de Jean-Paul Rappeneau
- 1993 : Cible émouvante de Pierre Salvadori
- 1994 : L'Histoire du garçon qui voulait qu'on l'embrasse de Philippe Harel
- 1995 : Les Apprentis de Pierre Salvadori
- 1995 : Jefferson à Paris de James Ivory
- 1999 : Bruno n'a pas d'agent de Christine Dory
- 1999 : Nos vies heureuses de Jacques Maillot
- 2008 : Sans arme, ni haine, ni violence de Jean-Paul Rouve
- 2009 : Micmacs à tire-larigot de Jean-Pierre Jeunet
- 2010 : Les Aventures extraordinaires d'Adèle Blanc-Sec de Luc Besson
- 2013 : Halal police d'État de Rachid Dhibou
- 2017 : Le Redoutable de Michel Hazanavicius
- 2018 : Paul Sanchez est revenu ! de Patricia Mazuy
- 2020 : Villa Caprice de Bernard Stora

### Télévision
- 1993 : Le Don de David Delrieux
- 1994 : Commissaire Chabert : Mort d'une fugitive de Bruno Gantillon
- 2000 : Les Yeux fermés d'Olivier Py
- 2001 : Navarro : Mademoiselle Navarro de Gérard Marx
- 2005 : Commissaire Cordier : Un crime parfait de Bertrand Van Effenterre
- 2010 : Nicolas Le Floch : La larme de Varsovie (Saison 3) de Nicolas Picard Dreyfuss
- 2013 : Tunnel : Épisode 2 (Saison 1) de Dominik Moll